# Villa Belvedere (Baruffi)

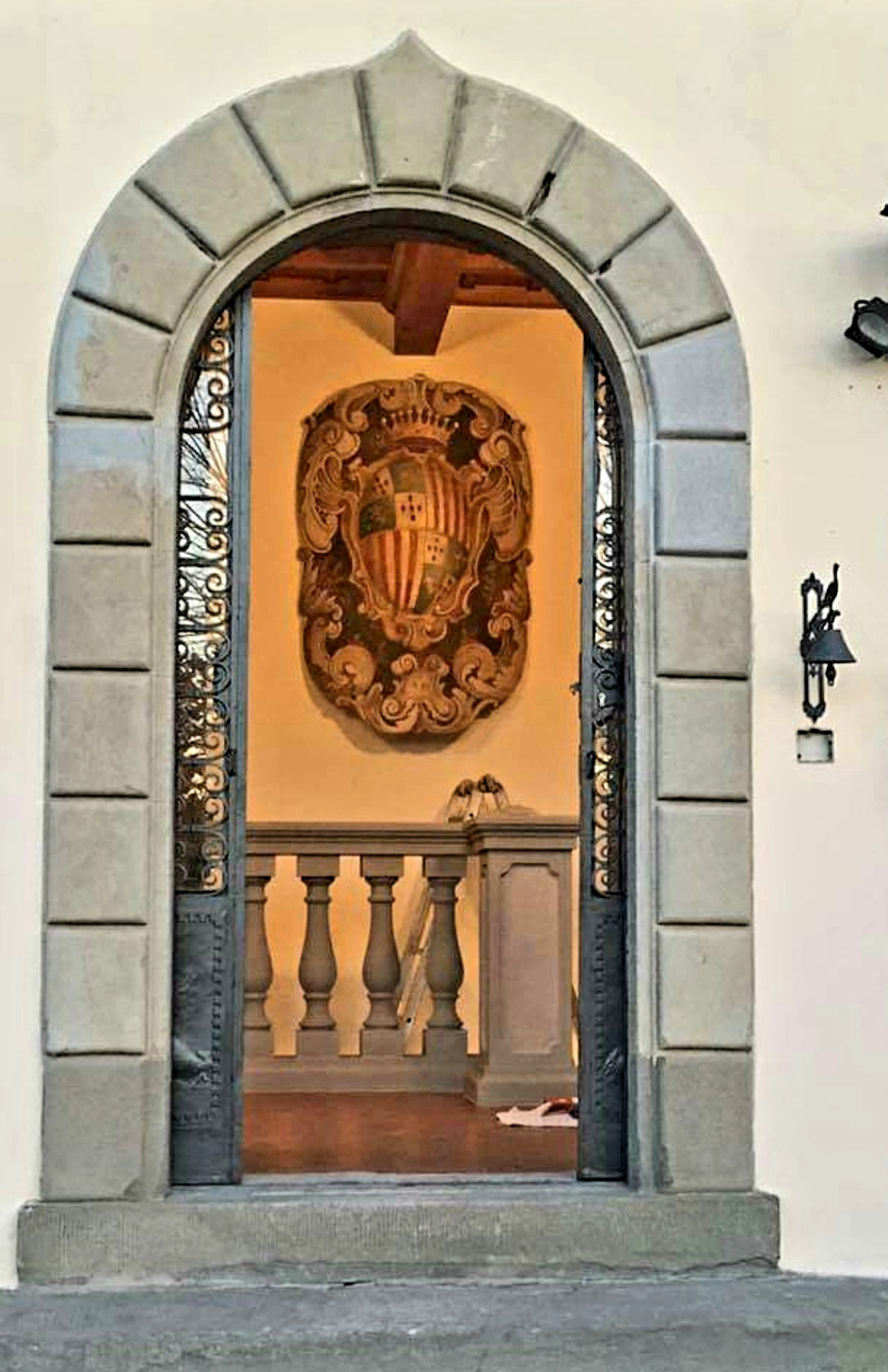
Ingresso della Villa

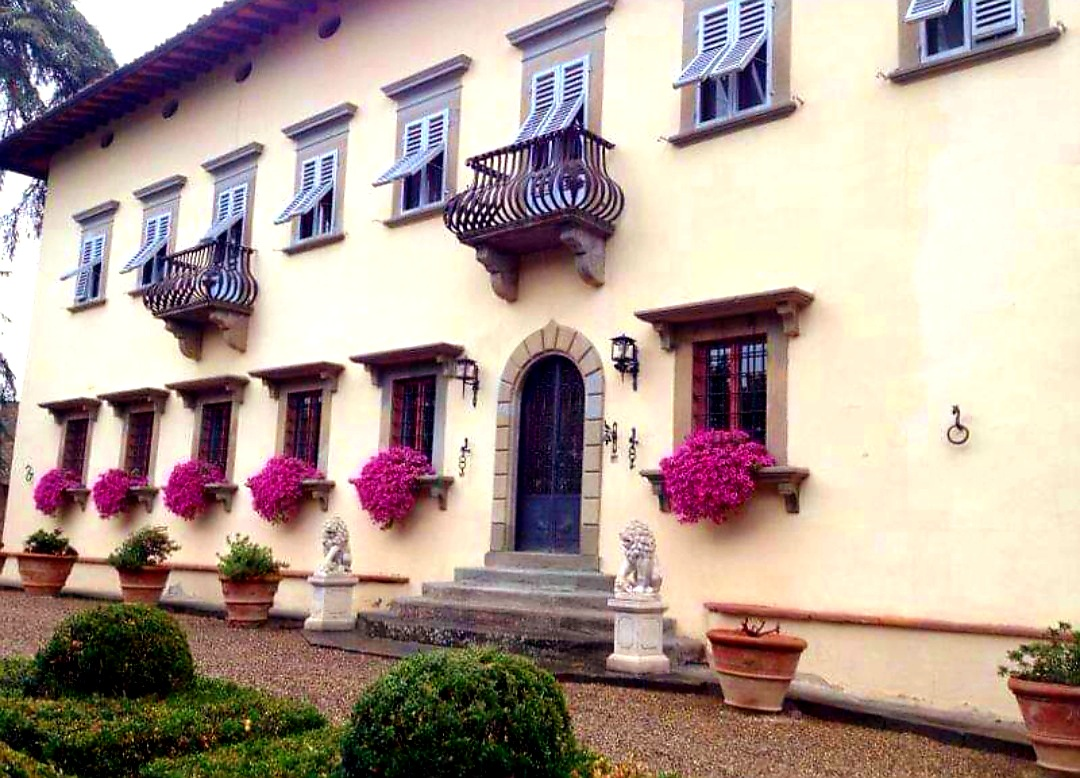
Facciata della Villa vista dal parco

La Villa Belvedere si trova in località Baruffi nel comune di Impruneta; risale alla prima metà del XV secolo e fu eretta come residenza estiva a mezza costa in magnifica posizione panoramica sulla valle del Greve.
La villa Belvedere è interessante sia per le sue forme architettoniche sia per la ricchezza delle opere d'arte. L’edificio, che si trova all’interno di un parco alberato, nel Quattrocento apparteneva ad un ricco mercante di Firenze, Barduccio di Chierichino, la cui effigie venne immortalata da Donatello suo amico, il quale lo ritrasse in quella mirabile statua popolarmente detta lo Zuccone è il nome della statua del profeta Abacuc, proveniente dalle nicchie del terzo ordine del Campanile di Giotto e risalente al 1423-1435. Adesso è conservata all'interno del Museo dell'Opera del Duomo. Il soprannome affibbiatogli dai fiorentini appena lo videro è dato dal fatto che è completamente calvo come una zucca.
Per un breve periodo dovuta alla sua permanenza nella villa, la proprietà fu individuata col nome del tenore Ferruccio Tagliavini. Durante la seconda guerra mondiale, la villa fu usata come scuola elementare; ciò nonostante, la facciata fu bombardata da colpi di mortaio sparati dal vicino poggio di Montebuoni.
La villa è immersa in un giardino all'italiana impreziosito da statue contornate da siepi di bosso, dove si possono notare sulla collina di fronte il borgo di Montebuoni e si ammira, verso nord, la Certosa del Galluzzo.
Dopo vari passaggi di nobili famiglie oggi vi risiedono i Principi Pentasuglia di Cuia d’Aragona.